# John Bailey (gitaarbouwer)
Albert John Bailey (1931-2011) was een Brits gitarist, luitenist, maar vooral ook gitaarbouwer. Bailey groeide op in Londen en verhuisde later naar Dartmouth in Devon.
Bailey begon eigenlijk als leraar houtbewerking op een school in Hendon en repareerde toen al muziekinstrumenten; zijn visitekaartje vermeldde toen als beroep Vioolbouwer.
Hij speelde zelf ook gitaar, maar liet dat vaker aan anderen over. Naast het werken aan de muziekinstrumenten schreef Bailey ook boeken over instrumentmakerij. 
De volgende musici speelden op gitaren van Bailey: Bert Jansch, Gordon Giltrap (Bailey speelde mee op diens Visionary-album), John Renbourn, Roy Harper, Al Stewart, Benny Gallagher, Richard Thompson, Ralph Denyer, Joni Mitchell, Marc Brierley, Anthony Phillips, Colin Wilkie, Colan Campbell. Hij heeft ook eens een mandoline gebouwd voor Robin Williamson. 